# Justin Harding
Justin Harding (Somerset West, 9 februari 1986) is een Zuid-Afrikaans golfprofessional. Hij debuteerde in 2010 op de Sunshine Tour.

## Loopbaan
Voordat Harding een golfprofessional werd in 2010, won hij zes toernooien tijdens zijn amateurcarrière. In 2005 boekte hij vier golfzeges als een amateur en won onder andere de Southern Cross Cup, het Sanlam Cape Province Open, het Western Province Strokeplay Open en het Vodacom North West Open.
In 2010 won Harding in zijn debuutjaar als golfprofessional meteen een golftoernooi en het was de Vodacom Business Origins Final. 

## Prestaties

### Amateur
- 2004: SA Junior National Colours (SAAB International)
- 2005: SA Senior National Colours (Southern Cross Cup), Sanlam Cape Province Open, Western Province Strokeplay Open en Vodacom North West Open
- 2006: Pilsner Urquell Southern Cape Open

### Professional
Sunshine Tour
| Nr. | Datum           | Toernooi                       | Score           | Score | Info                                  |
| --- | --------------- | ------------------------------ | --------------- | ----- | ------------------------------------- |
| 1   | 15 oktober 2010 | Vodacom Business Origins Final | 68-70-71=209    | –7    |                                       |
| 2   | 5 juni 2011     | Lombard Insurance Classic      | 64-68-70=202    | –14   |                                       |
| 3   | 17 juni 2012    | Zambia Open                    | 71-72-69-68=280 | –12   |                                       |
| 3   | 6 juni 2015     | Vodacom Origins of Golf I      | 72-68-68=208    | –8    | Won de play-off van Vaughn Groenewald |